# عبد القادر عبد الله الدعيس
عبد القادر عبد الله حسن محمد الدعيس برلماني يمني، عضو في مجلس النواب، عن الدورة البرلمانية 2003-2009 والكتلة البرلمانية للمؤتمر الشعبي العام انحاز لثورة الشباب الشعبية السلميه العام 2011، توفي في محافظة إب يوم 10 أكتوبر 2015.

## فترة المجلس
باتفاق عرف بأسم «إتفاق فبراير» تمددت فترة المجلس لمدة عامين، وبقيام ثورة الشباب اليمنية لم تُجرَ الانتخابات، وبحسب إتفاق المبادرة الخليجية تمددت لمدة عامين آخرين حتى 2013 .